# Биогенные амины
Биоге́нные ами́ны — органические вещества, которые образуются в организмах животных или растений из аминокислот путём их декарбоксилирования (удаления карбоксильной группы) ферментами декарбоксилазами и обладающие высокой биологической активностью. К биогенным аминам относятся дофамин, норадреналин и адреналин (синтезируются изначально из аминокислоты тирозина), серотонин, мелатонин и триптамин (синтезируются из триптофана), гистамин (синтезируется из гистидина) и многие другие соединения. В организме животных многие биогенные амины выполняют роль гормонов и нейромедиаторов. Разлагаются в организме при участии ферментов аминоксидаз.
Биогенными аминами называют также птомаины — биогенные диамины, получающиеся в результате процессов аммонификации — частичного разложения белка и декарбоксилирования его аминокислот (это использование термина является устаревшим).